# Saison 2010-2011 du FC Barcelone
Maillots
Chronologie
Saison précédente Saison suivante
Cette saison fait suite à la saison 2009-2010 qui a vu le FC Barcelone remporter la Liga aux dépens du Real Madrid.
Le 13 juin, Sandro Rosell devient officiellement le nouveau président du Barça. Les résultats des élections sont sans appel puisque le dirigeant d'entreprise barcelonais de 46 ans a obtenu plus de 60 % des voix. Il succède donc à Joan Laporta.
Josep Guardiola et son adjoint Tito Vilanova prolongent leur contrat d'une année comme convenu. C'est leur troisième saison depuis leur arrivée sur le banc blaugrana.
Avant de quitter le club, Joan Laporta fait signer le buteur David Villa au mois de mai. Le 27 août 2010, un accord est trouvé entre le FC Barcelone et Liverpool pour le transfert de l'Argentin Javier Mascherano. L'autre recrue de l'été est le Brésilien Adriano Correia en provenance de Séville. Lors du mercato d'hiver, le Barça recrute l'international néerlandais Ibrahim Afellay.
Zlatan Ibrahimović, qui n'a pas réussi à s'imposer, quitte le club en août 2010 après seulement une saison à Barcelone.
Lors de la saison 2010-2011, le FC Barcelone remporte son troisième titre consécutif de champion d'Espagne ainsi que la Ligue des champions et la Supercoupe d'Espagne.

## Résumé de la saison

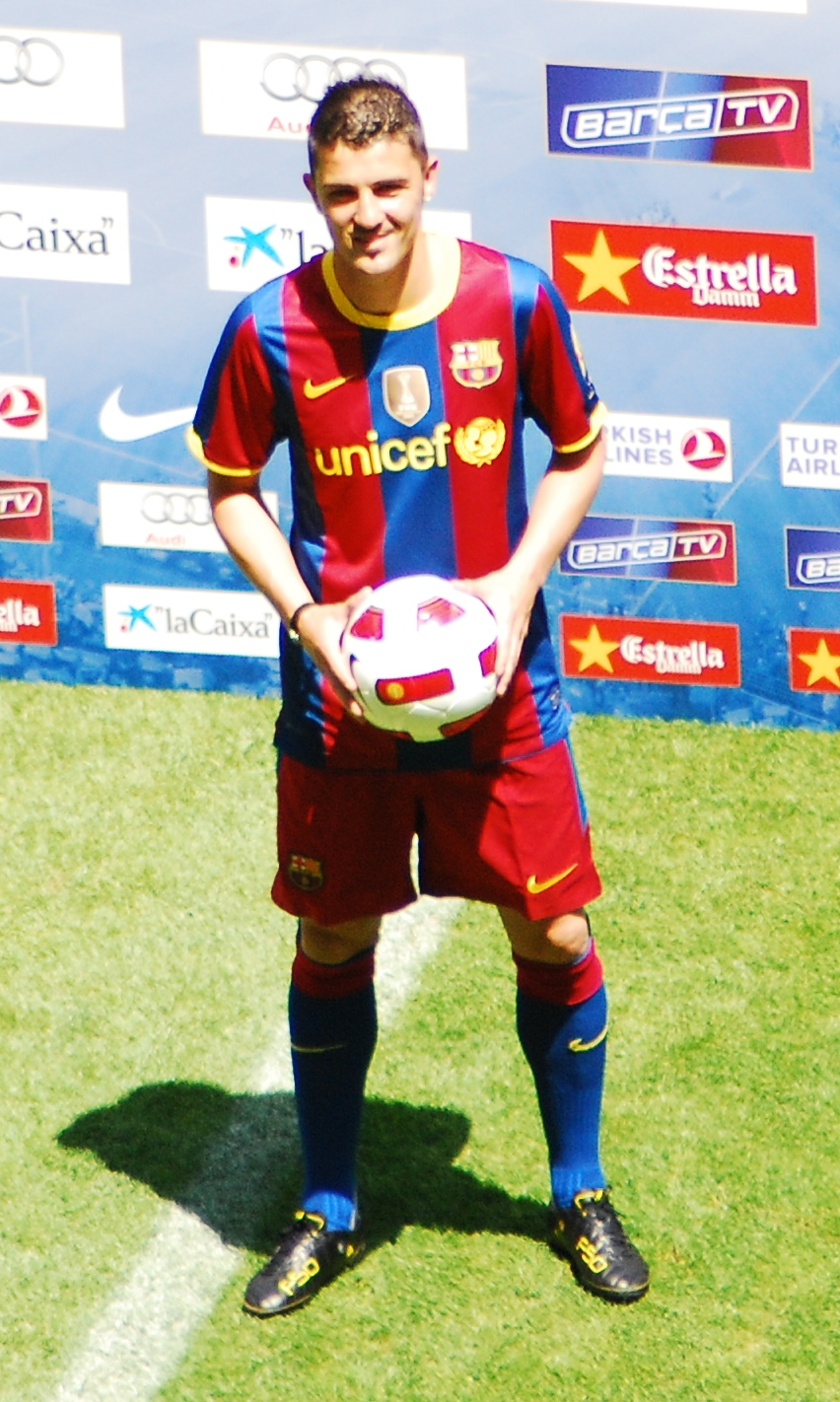
David Villa arrive au Barça en été 2010.

Après une tournée de matchs amicaux en Chine et en Corée du Sud, c'est le 14 août que le Barça joue son premier match officiel de la saison. Il s'agit de la Supercoupe d'Espagne face au Séville FC, vainqueur de la Coupe du Roi la saison passée. Le match aller se solde par une défaite (3-1) dont un but de Zlatan Ibrahimović et une équipe remaniée composée de plusieurs jeunes joueurs issus de La Masia.
Le 21 août, à la différence du match aller, Josep Guardiola introduit dans le onze titulaire ses meilleurs joueurs. Le club sort victorieux de ce match retour (4-0) grâce à un hat-trick de Lionel Messi et remporte ainsi sa neuvième Supercoupe d'Espagne de son histoire et le premier trophée de la saison.
Le 26 août, lors du tirage au sort de la Ligue des champions, le Barça hérite du Panathinaïkos, du FC Copenhague et du FK Roubine Kazan. Si les clubs n'ont pas un grand palmarès européen, tous sont les champions en titre de leur pays.
Le Barça commence la saison en Liga par une victoire 0-3 face au Racing Santander grâce à l'inévitable Lionel Messi (3e meilleur buteur de l'histoire du club derrière César Rodríguez et Ladislao Kubala et devance Samuel Eto'o et Rivaldo d'un but), Andrés Iniesta et la recrue phare David Villa.
Lors de la deuxième journée de la Liga, le club est défait par le promu Hercules Alicante au Camp Nou (0-2).
Pour leur premier match de Ligue des champions, le club catalan écrase le Panathinaïkos 5-1 grâce à nouveau Messi avec son doublé, qui est devenu par ailleurs meilleur buteur de l'histoire du club en Ligue des champions.
Le 29 novembre, à l'occasion du Clásico (13e journée de championnat), le FC Barcelone écrase le Real Madrid de José Mourinho au Camp Nou sur le score de 5 à 0 et prend la tête de la Liga. Le jeu des Blaugranas est étincelant. Quelques semaines après, lors du derby citadin, le Barça corrige l'Espanyol par 5 buts à 1 au stade Cornellà-El Prat où les Periquitos n'avaient pas encaissé le moindre but depuis le début de la saison. Les supporters de l'Espanyol ovationnent Andrés Iniesta pour son geste en mémoire de Dani Jarque à la Coupe du monde.
Le Barça boucle l'année 2010 sur les chapeaux de roues. Après seize journées de championnat, le Barça totalise 43 points sur 48 possibles (14 victoires, 1 nul, 1 défaite), a remporté ses huit matchs à l'extérieur (un record), a inscrit 51 buts et n'en a encaissé que 9. Entre les mois de novembre et décembre, le Barça enchaîne sept matchs officiels en n'encaissant qu'un but tandis qu'il en marque 33 (33 buts à 1 en 696 minutes de jeu).
En Ligue des champions, le FC Barcelone termine à la première place de son groupe avec quatre victoires et deux nuls. En huitièmes de finale, il affronte Arsenal.
Le 10 janvier 2011, Lionel Messi remporte le FIFA Ballon d'Or 2010 devant Xavi et Andrés Iniesta; il remporte ainsi son deuxième trophée consécutivement. Il fait aussi partie du Onze idéal de la FIFA avec Carles Puyol, Gerard Piqué, Xavi, Andrés Iniesta et David Villa. Ces 6 mêmes joueurs figurent parmi le meilleur 11 idéal du site uefa.com, votés par les internautes.

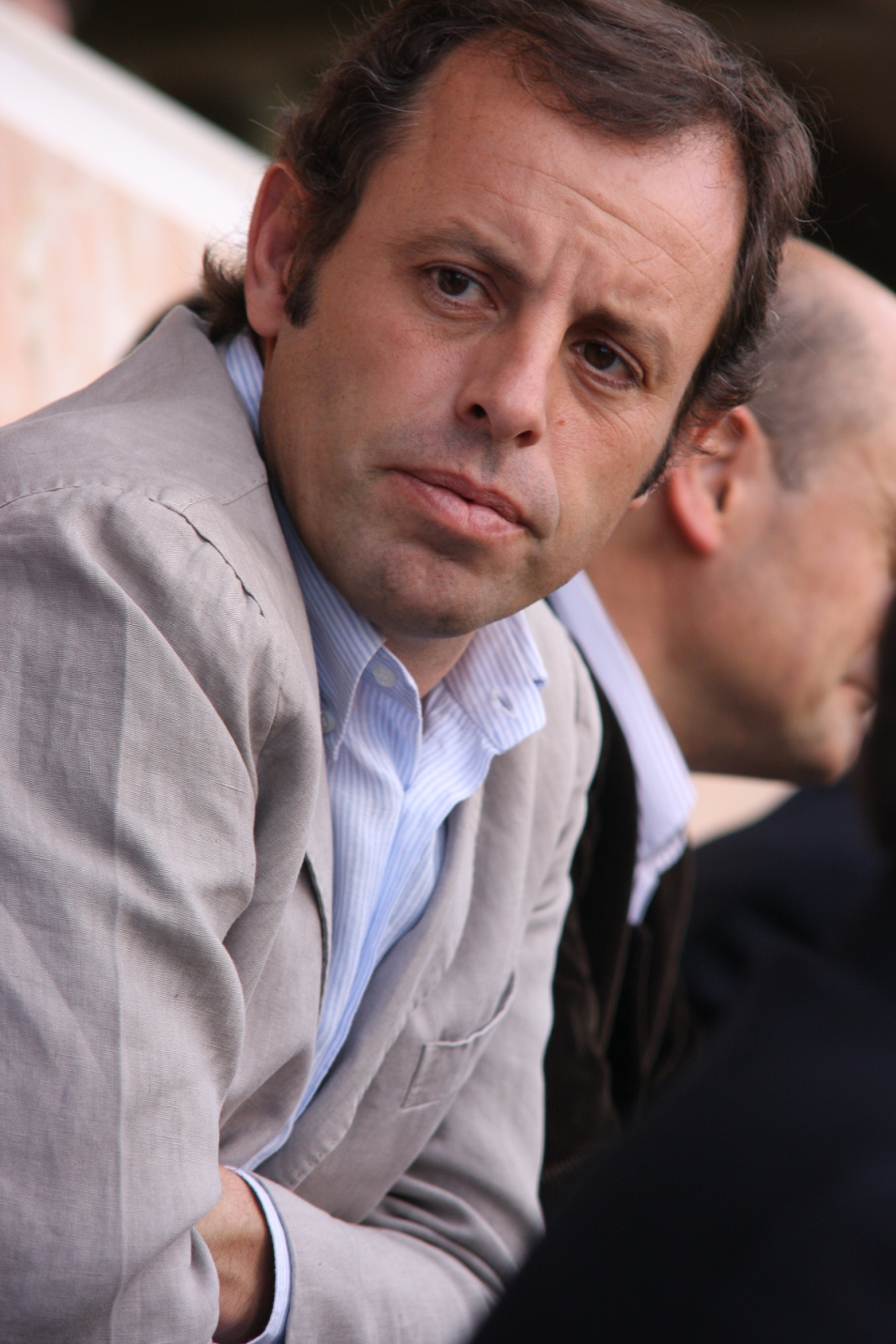
Sandro Rosell devient président du club en juin 2010.

Le Barça est champion d'hiver pour la troisième fois consécutive en bouclant le premier tour de la Liga avec quatre points d'avance sur le Real Madrid. Sur 57 points possibles, le Barça en obtient 52 (17 victoires, un nul et une défaite), ce qui constitue un record dans l'histoire de la Liga. Lors de ce premier tour, le Barça inscrit 61 buts et en encaisse 11. Autres records : le Barça aligne 14 victoires de suite en championnat et reste invaincu pendant 28 matchs battant ainsi le registre de 27 matchs sans défaite détenu par le Barça de la saison 1973-1974. Ce record est battu lors de la saison 2015-2016.
En s'imposant 3 à 0 face à l'Atlético de Madrid, le Barça bat le 5 février le record de 15 victoires consécutives en Liga qui était détenu par le Real Madrid de Di Stéfano depuis 1960.
En huitièmes de finale de la Ligue des champions, le Barça élimine les Anglais d'Arsenal le 8 mars 2011. Quelques jours après, le défenseur Éric Abidal est opéré d'une tumeur au foie. Il est remplacé dans l'effectif par le jeune Andreu Fontàs.
Le FC Barcelone se qualifie pour les demi-finales de la Ligue des champions pour la quatrième fois consécutive en éliminant les Ukrainiens de Shakhtar Donetsk. Le Barça l'emporte à l'aller par 5 buts à 1 au Camp Nou avant de gagner par 1 à 0 à Donetsk au match retour. Pendant ce match Lionel Messi bat le record de but en une seule saison.
En demi-finale, le Barça élimine le Real Madrid en gagnant 2-0 au stade Santiago Bernabéu sur un doublé de Lionel Messi et faisant match nul 1 à 1 au Camp Nou (but de Pedro). Le FC Barcelone se qualifie ainsi pour sa septième finale de Ligue des champions.
Lors de la 36e journée du championnat d'Espagne, à deux journées de sa conclusion, le 11 mai 2011, le FC Barcelone de Guardiola remporte son troisième titre consécutif, le vingt-et-unième de l'histoire du club catalan. Víctor Valdés remporte le Trophée Zamora de meilleur gardien du championnat.
Le 28 mai 2011, le Barça remporte sa quatrième Ligue des champions sur le score de 3-1 (buts de Pedro, Messi et Villa) face à Manchester United à Wembley, deux ans après la finale à Rome contre cette même équipe.
Pour ses victoires lors de la saison, Barcelone reçoit en février 2012 le Prix Laureus de l'équipe de l'année,.

## Transferts
| Nom                | Nationalité   | Transfert                       | Provenance/Destination | Division                          |
| Arrivées           |               |                                 |                        |                                   |
| David Villa        | Espagne       | Transfert (40M€)                | Valence CF             | Liga                              |
| Adriano Correia    | Brésil        | Transfert (9,5M€)               | Séville FC             | Liga                              |
| Javier Mascherano  | Argentine     | Transfert (26M€)                | Liverpool              | Premier League                    |
| Ibrahim Afellay    | Pays-Bas      | Transfert (3M€)                 | PSV Eindhoven          | Eredivisie                        |
| Prêts              |               |                                 |                        |                                   |
| Henrique           | Brésil        | Prêt sans option d'achat (1 an) | Racing Santander       | Liga                              |
| Keirrison          | Brésil        | Prêt sans option d'achat (1 an) | Santos FC              | Série A                           |
| Víctor Sánchez     | Espagne       | Prêt sans option d'achat (1 an) | Getafe CF              | Liga                              |
| Aliaksandr Hleb    | Biélorussie   | Prêt sans option d'achat (1 an) | Birmingham City        | Premier League                    |
| Martín Cáceres     | Uruguay       | Prêt avec option d'achat (1 an) | Séville FC             | Liga                              |
| Zlatan Ibrahimović | Suède         | Prêt avec option d'achat (1 an) | Milan AC               | Série A                           |
| Départs            |               |                                 |                        |                                   |
| Thierry Henry      | France        | Transfert (Libre)               | Red Bull New York      | Major League Soccer               |
| Rafael Márquez     | Mexique       | Transfert (Libre)               | Red Bull New York      | Major League Soccer               |
| Gaï Assulin        | Israël        | Transfert (Fin de contrat)      | Manchester City        | Premier League                    |
| Yaya Touré         | Côte d'Ivoire | Transfert (32M€)                | Manchester City        | Premier League                    |
| Dmytro Chygrynskyi | Ukraine       | Transfert (15M€)                | FC Chakhtar Donetsk    | Championnat d'Ukraine de football |
| Alberto Botía      | Espagne       | Transfert (Option d'achat 2M€)  | Real Sporting de Gijón | Liga                              |

## Effectif professionnel
Cet effectif comporte 20 joueurs pro dont 8 champions du monde puisque l'Équipe d'Espagne a remporté sa première Coupe du monde de son histoire le 11 juillet 2010.
Le nombre de joueurs est à nouveau réduit à des proportions surprenantes pour un grand club. C'est une manière, selon le club, de permettre aux joueurs de rester motivés et à leur meilleur niveau lorsque titularisés. Pep Guardiola peut aussi, si besoin est, puiser dans l'effectif des jeunes joueurs du Barça B.
| N° | Nom                  | Poste                         | Naissance         | Nationalité sportive | Fin du contrat | Origine                                 |
|    |                      |                               |                   |                      |                |                                         |
| 1  | Víctor Valdés        | Gardien de but                | 14 janvier 1982   | Espagne              | 30 juin 2014   | Formé au club                           |
| 13 | José Manuel Pinto    | Gardien de but                | 15 novembre 1975  | Espagne              | 30 juin 2012   | 2008 du Celta Vigo                      |
|    |                      |                               |                   |                      |                |                                         |
| 2  | Dani Alves           | Arrière droit                 | 6 mai 1983        | Brésil               | 30 juin 2015   | 2008 du Séville FC                      |
| 21 | Adriano              | Arrière ou milieu, deux ailes | 26 octobre 1984   | Brésil               | 30 juin 2014   | 2010 du Séville FC                      |
| 18 | Gabriel Milito       | Défenseur central             | 7 septembre 1980  | Argentine            | 30 juin 2012   | 2007 du Real Saragosse                  |
| 5  | Carles Puyol         | Défenseur central             | 13 avril 1978     | Espagne              | 30 juin 2013   | Formé au club                           |
| 3  | Gerard Piqué         | Défenseur central             | 2 février 1987    | Espagne              | 30 juin 2015   | 2008 de Manchester United Formé au club |
| 19 | Scherrer Maxwell     | Arrière gauche                | 27 août 1981      | Brésil               | 30 juin 2013   | 2009 de Inter Milan                     |
| 22 | Éric Abidal          | Arrière gauche                | 11 juillet 1979   | France               | 30 juin 2012   | 2007 de Olympique lyonnais              |
|    |                      |                               |                   |                      |                |                                         |
| 16 | Sergio Busquets      | Milieu défensif               | 16 juillet 1988   | Espagne              | 30 juin 2015   | Formé au club                           |
| 14 | Javier Mascherano    | Milieu défensif               | 8 juin 1984       | Argentine            | 30 juin 2014   | 2010 de Liverpool                       |
| 6  | Xavi Hernández       | Milieu relayeur               | 25 janvier 1980   | Espagne              | 30 juin 2014   | Formé au club                           |
| 8  | Andrés Iniesta       | Milieu relayeur               | 11 mai 1984       | Espagne              | 30 juin 2015   | Formé au club                           |
| 15 | Seydou Keita         | Milieu relayeur               | 16 janvier 1980   | Mali                 | 30 juin 2014   | 2008 du Séville FC                      |
| 20 | Ibrahim Afellay      | Milieu offensif               | 2 avril 1986      | Pays-Bas             | 30 juin 2015   | Janvier 2011 du PSV Eindhoven           |
|    |                      |                               |                   |                      |                |                                         |
| 17 | Pedro Rodríguez      | Ailier                        | 28 juillet 1987   | Espagne              | 30 juin 2014   | Formé au club                           |
| 10 | Lionel Messi         | Ailier droit                  | 24 juin 1987      | Argentine            | 30 juin 2016   | Formé au club                           |
| 9  | Bojan Krkić          | Avant-centre                  | 28 août 1990      | Espagne              | 30 juin 2015   | Formé au club                           |
| 7  | David Villa          | Avant-centre/ailier           | 3 décembre 1981   | Espagne              | 30 juin 2014   | 2010 de Valence CF                      |
| 11 | Jeffrén Suárez       | Ailier                        | 20 janvier 1988   | Espagne              | 30 juin 2012   | Formé au club                           |
|    |                      |                               |                   |                      |                |                                         |
|    | Josep Guardiola      | Entraîneur                    | 18 janvier 1971   | Espagne              | 30 juin 2012   | 2008                                    |
|    | Tito Vilanova        | Entraîneur adjoint            | 17 septembre 1968 | Espagne              | 30 juin 2011   | 2008                                    |
|    | Carles Busquets      | Entraîneur des gardiens       | 19 juillet 1967   | Espagne              |                | 2010                                    |
|    | Lorenzo Buenaventura | Préparateur physique          |                   | Espagne              |                |                                         |
|    | Andoni Zubizarreta   | Directeur sportif             | 23 octobre 1961   | Espagne              |                | 2010                                    |

Joueurs réserves en provenance du FC Barcelone B :
| N° | Nom                 | Poste             | Naissance        | Nationalité sportive |  |  |
|    |                     |                   |                  |                      |  |  |
| 31 | Rubén Miño          | Gardien de but    | 18 janvier 1989  | Espagne              |  |  |
|    |                     |                   |                  |                      |  |  |
| 26 | Andreu Fontàs       | Défenseur central | 14 novembre 1989 | Espagne              |  |  |
| 35 | Marc Muniesa        | Défenseur central | 27 mars 1992     | Espagne              |  |  |
|    |                     |                   |                  |                      |  |  |
| 34 | Jonathan dos Santos | Milieu offensif   | 26 avril 1990    | Mexique              |  |  |
|    |                     |                   |                  |                      |  |  |
| 30 | Thiago Alcántara    | Milieu offensif   | 11 avril 1991    | Espagne              |  |  |
| 29 | Víctor Vázquez      | Milieu offensif   | 20 janvier 1987  | Espagne              |  |  |

### Buteurs toutes compétitions confondues
(à jour après le match FC Barcelone 3-1 Manchester United, le 28 mai 2011)
- 53 buts : Messi
- 23 buts : Villa
- 22 buts : Pedro
- 7 buts : Bojan
- 9 buts : Iniesta
- 6 buts : Keita
- 5 buts : Xavi
- 4 buts : Dani Alves et Piqué
- 3 buts : Thiago
- 2 buts : Afellay
- 1 but : Abidal, Fontàs, Vázquez, Nolito, Milito, Jeffrén, Busquets, Ibrahimović, Maxwell, Puyol, Correia et Bartra
- c.s.c. : Konko (FC Séville) et Acasiete (UD Almeria)

### Buteurs en Ligue des champions
(à jour après le match FC Barcelone 3-1 Manchester United, le 28 mai 2011)
- 12 buts : Messi
- 5 buts : Pedro
- 4 buts : Villa
- 2 buts : Dani Alves et Xavi
- 1 but : Fontàs, Vázquez, Piqué, Keita et Iniesta

### Buteurs en Supercoupe d'Espagne
- 3 buts : Messi
- 1 but : Ibrahimović
- c.s.c. : Konko (FC Séville)

### Buteurs en Coupe du Roi
- 7 buts : Messi
- 4 buts : Pedro
- 2 buts : Keita
- 1 but : Villa, Abidal, Nolito, Milito, Bojan, Maxwell, Correia, Thiago et Afellay

### Buteurs en Championnat d'Espagne
(à jour après le match Málaga 1-3 FC Barcelone, le 21 mai 2011)
- 31 buts : Messi
- 18 buts : Villa
- 13 buts : Pedro
- 8 buts : Iniesta
- 6 buts : Bojan
- 3 buts : Xavi, Keita et Piqué
- 2 buts : Dani Alves et Thiago
- 1 but : Busquets, Jeffrén, Puyol, Afellay et Bartra
- c.s.c. : Acasiete (UD Almeria)